# Linars
|  | No s'ha de confondre amb Linards. |

Linars és un municipi francès al departament del Charente (regió de la Nova Aquitània). L'any 2007 tenia 2.068 habitants.

## Demografia

### Població
El 2007 la població de fet de Linars era de 2.068 persones. Hi havia 869 famílies de les quals 184 eren unipersonals (48 homes vivint sols i 136 dones vivint soles), 381 parelles sense fills, 244 parelles amb fills i 60 famílies monoparentals amb fills.
La població ha evolucionat segons el següent gràfic:

### Habitatges
El 2007 hi havia 916 habitatges, 887 eren l'habitatge principal de la família, 11 eren segones residències i 19 estaven desocupats. 885 eren cases i 26 eren apartaments. Dels 887 habitatges principals, 732 estaven ocupats pels seus propietaris, 139 estaven llogats i ocupats pels llogaters i 15 estaven cedits a títol gratuït; 6 tenien una cambra, 19 en tenien dues, 66 en tenien tres, 299 en tenien quatre i 497 en tenien cinc o més. 604 habitatges disposaven pel capbaix d'una plaça de pàrquing. A 414 habitatges hi havia un automòbil i a 414 n'hi havia dos o més.

### Piràmide de població
La piràmide de població per edats i sexe el 2009 era:
| Homes | Edats   | Dones |
| ----- | ------- | ----- |
| 0     | 95 o +  | 4     |
| 4     | 90 a 94 | 8     |
| 12    | 85 a 89 | 0     |
| 16    | 80 a 84 | 12    |
| 24    | 75 a 79 | 40    |
| 32    | 70 a 74 | 48    |
| 60    | 65 a 69 | 44    |
| 84    | 60 a 64 | 72    |
| 68    | 55 a 59 | 84    |
| 112   | 50 a 54 | 116   |
| 92    | 45 a 49 | 92    |
| 60    | 40 a 44 | 68    |
| 88    | 35 a 39 | 80    |
| 52    | 30 a 34 | 64    |
| 48    | 25 a 29 | 64    |
| 44    | 20 a 24 | 36    |
| 68    | 15 a 19 | 40    |
| 68    | 10 a 14 | 40    |
| 84    | 5 a 9   | 68    |
| 16    | 0 a 4   | 44    |

## Economia
El 2007 la població en edat de treballar era de 1.278 persones, 882 eren actives i 396 eren inactives. De les 882 persones actives 816 estaven ocupades (404 homes i 412 dones) i 66 estaven aturades (29 homes i 37 dones). De les 396 persones inactives 202 estaven jubilades, 114 estaven estudiant i 80 estaven classificades com a «altres inactius».

### Ingressos
El 2009 a Linars hi havia 874 unitats fiscals que integraven 2.087,5 persones, la mediana anual d'ingressos fiscals per persona era de 19.777 €.

### Activitats econòmiques
Dels 58 establiments que hi havia el 2007, 1 era d'una empresa extractiva, 2 d'empreses alimentàries, 1 d'una empresa de fabricació de material elèctric, 1 d'una empresa de fabricació d'altres productes industrials, 10 d'empreses de construcció, 19 d'empreses de comerç i reparació d'automòbils, 2 d'empreses d'hostatgeria i restauració, 2 d'empreses immobiliàries, 6 d'empreses de serveis, 8 d'entitats de l'administració pública i 6 d'empreses classificades com a «altres activitats de serveis».
Dels 17 establiments de servei als particulars que hi havia el 2009, 2 eren tallers de reparació d'automòbils i de material agrícola, 1 paleta, 3 guixaires pintors, 3 fusteries, 2 lampisteries, 2 empreses de construcció, 2 perruqueries, 1 restaurant i 1 saló de bellesa.
Dels 5 establiments comercials que hi havia el 2009, 1 era un supermercat, 1 una botiga de menys de 120 m², 2 fleques i 1 una floristeria.
L'any 2000 a Linars hi havia 14 explotacions agrícoles que ocupaven un total de 350 hectàrees.

## Equipaments sanitaris i escolars
L'únic equipament sanitari que hi havia el 2009 era una farmàcia. El 2009 hi havia 1 escola maternal i 1 escola elemental.

## Poblacions properes
El següent diagrama mostra les poblacions més properes.